# Velika Kaniža
Velika Kaniža (̉madžarsko Nagykanizsa) je mesto z okoli 50.000 prebivalci in županijskimi pravicami na Madžarskem, ki upravno spada v podregijo Nagykanizsai Županije Zala.
Tu se nahaja Letališče Nagykanizsa.